# Jenseits von Europa
Jenseits von Europa ist ein Buch der deutschen Journalisten Sophia Bogner und Paul Hertzberg. Es erschien in Deutschland im Oktober 2022. Thema des Buchs sind Unternehmer und Unternehmerinnen in unterschiedlichen Ländern Afrikas und die Auswirkungen ihres Erfolgs auf ihre jeweiligen Länder und Gesellschaften. 

## Inhalt
Das Buch schildert die Lebens- und Erfolgsgeschichten verschiedener Unternehmer aus zwölf afrikanischen Ländern. Jedes Kapitel porträtiert eine Person und ihr Unternehmen und beschreibt ihr Geschäftsmodell. Jenseits von Europa handelt von Menschen, die beweisen wollen, dass Afrika sich verändert. Das Buch will zeigen, wie viel Innovation auf dem Kontinent existiert und wie der Erfolg einzelner das Leben vieler verbessern kann. 
Parallel zum Buch erschien im Wirtschaftsmagazin brand eins eine Reportageserie der beiden Autoren, in der fünf der in Jenseits von Europa besprochenen Unternehmer ebenfalls porträtiert wurden. Für diese Serie wurden Sophia Bogner und Paul Hertzberg unter anderem mit dem Helmut Schmidt Journalistenpreis, dem Ludwig Erhard Förderpreis für Wirtschaftspublizistik und dem Österreichischen Zeitschriftenpreis ausgezeichnet. 

## Rezeption
Das Buch wurde überwiegend positiv aufgenommen, gerade in Kreisen von Wirtschaft und Politik. Der ehemalige Bundespräsident Horst Köhler nannte Jenseits von Europa „Eine lohnende Lektüre für alle, die ein echtes Interesse am Zukunftskontinent Afrika haben.“ Herbert Henzler, ehemaliger Deutschlandchef von McKinsey & Company, sagte: „Dieses Buch füllt eine Lücke.“ Auch in der deutschen Presse wurde das Buch größtenteils positiv bewertet. Miguel Peromingo lobte in der Galore: „Spannend beschreibt ›Jenseits von Europa‹, was die durchschnittliche europäische Berichterstattung nicht vermag. Afrika ist ein vielseitiger, hoffnungsspendender Kontinent, auf dem es sich zu investieren lohnt“. Und in der Berliner Morgenpost schrieb Ulrike Borowczyk: „Damit gelingt Sophia Bogner und Paul Hertzberg ein facettenreicher Blick fernab von Klischees und Stereotypen mit vielen überraschenden Einblicken.“ 
Gleichzeitig gab es aber auch Kritik an dem Blickwinkel der Autoren. In der Süddeutschen Zeitung kritisierte Judith Raupp: „Das Autorenduo interessiert sich in erster Linie für die Menschen, die in Afrika etwas wagen, für ihre Motivation und für ihren Durchhaltewillen. Diese Perspektive erlaubt wenig Raum für eine vertiefte Diskussion über Ethik oder komplexe Zusammenhänge.“ Der Afrika-Korrespondent des Handelsblatts Wolfgang Drechsler, lobte zwar den kritischen Blick der Autoren auf manche Probleme in Afrika, kritisierte aber trotzdem: „Umso mehr verblüfft, dass die Autoren den Blick auf eine Handvoll sicherlich außergewöhnlicher Unternehmer dazu nutzen, dem von ihnen als „eindimensional“ beschriebenen europäischen Afrikabild nun ihrerseits ein idealisiertes Bild des Kontinents entgegensetzen – eine Art „Gegennarrativ“, wie Hertzberg es nennt. Allerdings ohne dies faktisch zu belegen. In der Analyse von Politik und Wirtschaft lässt das Buch manchen Wunsch offen.“
Auch die deutschsprachigen Hörfunksender besprachen das Buch positiv. Der Österreichische Rundfunk (ORF), Deutschlandfunk Kultur, und Deutschlandfunk Nova stellten das Buch in ihren Hörfunkprogrammen vor.

## Ausgaben
Sophia Bogner, Paul Hertzberg: Jenseits von Europa, Econ, Ullstein Verlage, Berlin 2022, ISBN 9783430210560